# Kalypso (mytologi)
 Denne artikel bør gennemlæses af en person med fagkendskab for at sikre den faglige korrekthed.

Kalypso var en græsk nymfe. Hun boede på øen Ogygia. Hun er muligvis datter af Atlas og en søster til Plejaderne. Ifølge det græske værk Odysseen finder hun den skibbrudne Odysseus, da han er på vej hjem fra Troja, og forfører ham til at blive på øen i 7 år på trods af Odysseus triste mine og gråd. Ved enden på de syv år holder guderne møde og beslutter sig for at løslade ham. Efter Athene sender Odysseus' søn Telemachos af sted uden resultat, sender Zeus budbringerguden Hermes ned til Kalypso for at beordre Odysseus frigivet. Kalypso adlyder modvilligt og giver Odysseus tømmer til en ny båd.